# Saint-Arroman (Hautes-Pyrénées)
Saint-Arroman település Franciaországban, Hautes-Pyrénées megyében. Lakosainak száma 98 fő (2022. január 1.). Saint-Arroman Izaux, Bazus-Neste, Gazave, Lortet, Mazouau és Montoussé községekkel határos.

## Népesség
A település népessége az elmúlt években az alábbi módon változott:
| Lakosok száma | 97   | 93   | 95   | 87   | 90   | 93   | 96   | 97   | 98   |
|               | 2013 | 2015 | 2016 | 2017 | 2018 | 2019 | 2020 | 2021 | 2022 |